# Nematobola
Nematobola is een geslacht van vlinders van de familie stippelmotten (Yponomeutidae).

## Soorten
- N. candescens Edward Meyrick, 1892
- N. isorista Edward Meyrick, 1892
- N. orthotricha Edward Meyrick, 1892